# Psychotria leonardii
Psychotria leonardii är en måreväxtart som beskrevs av Elmer Drew Merrill och Lily May Perry. Psychotria leonardii ingår i släktet Psychotria och familjen måreväxter. Inga underarter finns listade i Catalogue of Life.